# Aurel A. Mureșianu
Aurel A. Mureșianu (n. 15 iulie 1889, Brașov, Austro-Ungaria – d. 18 septembrie 1950, Orașul Stalin, România), fiul lui Aurel Mureșianu, primul ziarist profesionist din Transilvania și redactor-șef al Gazetei de Transilvania, a fost un istoric și publicist cu o bogată activitate culturală.

## Viața și activitatea
Aurel A. Mureșianu s-a născut ȋn 15 iulie 1889 la Brașov, ca fiu al lui Aurel Mureșianu și al Elenei Mureșianu, născută Popovici. După terminarea studiilor secundare în orașul natal, s-a înscris în anul 1907 la Facultatea de Litere și Filosofie a Universității din Leipzig. Acolo el a studiat și filologia cu profesorul Gustav Weigand, cel care înființase Institutul Român din cadrul Universității, primul institut de acest fel din afara României.

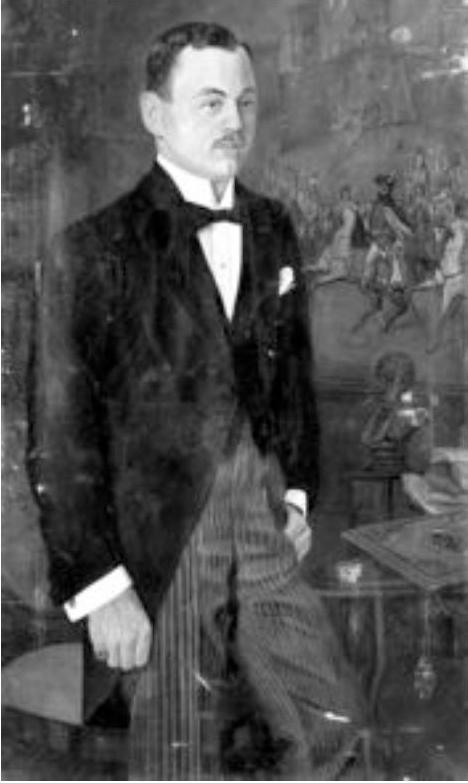
Portretul lui Aurel A. Muresianu pictat de Elena Mureșianu

După satisfacerea stagiului militar timp de un an la Școala de artilerie a ofițerilor de rezervă de la Sibiu, a plecat la Paris, unde a studiat istoria și diplomația în cadrul Școlii de științe politice.
Izbucnirea Primului Război Mondial i-a determinat întreruperea studiilor și înrolarea în Armata Austro-Ungară în calitate de ofițer de rezervă. După destrămarea Austro-Ungariei din anul 1918, Aurel A. Mureșianu a fost mobilizat în cadrul Comandamentului Diviziei a 16-a (rezervă) din Armata Română, participând astfel la luptele împotriva trupelor maghiare. După terminarea operațiilor militare pentru apărarea Marii Uniri, în anul 1920 a fost demobilizat din armată.
Revenit la viața civilă, el s-a dedicat publicisticii, colaborând la Gazeta de Transilvania, Dimineața (Adevěrul de dimineața), Universul, ziarul brașovean Carpații, Prometeu, Plaiuri Săcelene.
Împreună cu profesorul Axente Banciu, a înființat în anul 1929 revista culturală locală Țara Bârsei și a contribuit, alături de Cincinat Pavelescu la apariția, în aceeași perioadă, a revistelor literare brașovene Ritmuri și Brașovul literar. De asemenea, a publicat numeroase studii referitoare la istoria politică, economică și culturală a Transilvaniei, în care a folosit materiale documentare inedite.
La izbucnirea celui de-Al Doilea Război Mondial, căpitanul în rezervă Aurel A. Mureșianu a fost mobilizat la o unitate militară din nordul Transilvaniei, iar ulterior a fost numit contabil și apoi administrator al unui spital militar din Brașov.
După 23 august 1944 Aurel A. Mureșianu a colaborat la ziarul local Brașovul, apoi la cotidianul Drum Nou, organul de presă local al Partidului Muncitoresc Român, până la moartea sa în anul 1950.

## Opere
- Iacob Mureșianu 1812-1887. Album comemorativ, Brașov, 1918
- Simion Bărnuțiu în preajma Marei adunări Naționale a românilor din Ardeal și Ungaria din 3/15 mai 1848, Sibiu, 1921
- Clădirea școalei românești din Brașov de către Popa Mihai în anul 1597, București, 1927
- Temeiurile istorice ale politicei noastre naționale, Brașov, 1928
- Știri nouă despre refugiații munteni la Brașov în secolul al 18-lea și în răsmerița de la 1821, Brașov, 1930
- Prefectura română a Țării Bârsei din 1848-1849, Brașov, 1929
- Eminescu, Aurel Mureșianu și Serbarea dela Putna, Cernăuți, 1934
- Iluzia dacică, Brașov, 1935
- Planul „Regelui Daciei”. Refugiații politici din Principate și românii brașoveni la 1848, Brașov, 1935
- O nouă contribuție la istoria românilor în evul mediu, Brașov, 1938[5]